# Myrlin Janes
Myrlin Janes fue un deportista estadounidense que compitió en remo. Ganó una medalla de oro en el Campeonato Europeo de Remo de 1930, en la prueba de ocho con timonel.

## Palmarés internacional
| Campeonato Europeo | Campeonato Europeo | Campeonato Europeo | Campeonato Europeo |
| Año                | Lugar              | Medalla            | Prueba             |
| ------------------ | ------------------ | ------------------ | ------------------ |
| 1930               | Lieja (Bélgica)    | Medalla de oro     | Ocho con timonel   |

1. ↑  En algunas ediciones del Campeonato Europeo se permitió la participación de remeros de otros continentes.